# Savage Model 99
O Savage Model 99, e seu predecessor "Model 1895", são parte de uma série de rifles por ação de alavanca sem cão criado pela Savage Arms Company em Utica, Nova York. O Model 99 apresentava um carregador rotativo exclusivo. O rifle era extremamente popular entre os caçadores de grandes animais e até mesmo foi distribuído para a "Montreal Home Guard" durante a Primeira Guerra Mundial.

## Histórico
O predecessor imediato do "Model 1895", o "Model 1892", foi um dos modelos de rifle concorrentes oferecidos ao Exército dos EUA quando eles estavam procurando substituir o rifle Springfield Model 1873 "Trapdoor". O Krag-Jørgensen foi escolhido em vez do Savage e outros modelos.
O "Model 1892" nunca foi colocado em produção (e, na verdade, foi anterior ao estabelecimento real da Savage Arms Company; o "Model 1892" foi um empreendimento colaborativo entre Arthur Savage e a Colt's Manufacturing Company) e, em vez disso, foi posteriormente desenvolvido no "Model 1895". 
O mosquete Model 1895 em .30-40 Krag foi o vencedor de uma competição de 1896 para um contrato de rifle para New York National Guard, derrotando o Winchester Model 1895. A controvérsia política levou ao cancelamento do contrato e, portanto, a "New York National Guard" foi equipada com rifles Springfield M1873 Trapdoor obsoletos durante a Guerra Hispano-Americana.
Refinamentos posteriores no projeto do "Model 1895" levaram ao "Model 1899", mais tarde simplesmente abreviado para Model 99. Em 1899, a Savage ofereceu converter qualquer rifle ou carabina "Model 1895" existente para a configuração do "Model 1899" por uma taxa de US$ 5,00.
Durante a Primeira Guerra Mundial, a "Montreal Home Guard" recebeu rifles Model 99 em forma de "mosquete", que incorporava um cabo de baioneta e coronha de estilo militar, ficou conhecido como "Model 99D Musket". O contrato da "Montreal Home Guard" era para um total de 2.500 rifles, todos os quais se acredita terem sido entregues. Esses rifles tinham câmaras para o .303 Savage, já que alterar o design do cartucho padrão canadense .303 British Mk VII teria resultado em um atraso inaceitável na entrega. Os homens da Guarda eram responsáveis pela compra de seus próprios rifles e tinham a opção de ter seus nomes estampados na coronha. Muitos também optaram por ter seus nomes gravados no lado esquerdo do receptor.

## Projeto
O Model 99 foi precedido pelo "Model 1895", que foi o primeiro rifle por ação de alavanca sem cão. Tanto o "Model 1895", quanto o posterior "Model 1899" e os primeiros Model 99, usavam um carregador rotativo para guardar os cartuchos. O carregador rotativo usa um carretel de mola com ranhuras para segurar os cartuchos. O Savage 1899 aproveitou o carretel para incluir um contador para indicar quantos tiros faltam. O Model 99 continuou usando este sistema por muitos anos, até sua substituição por um carregador destacável.

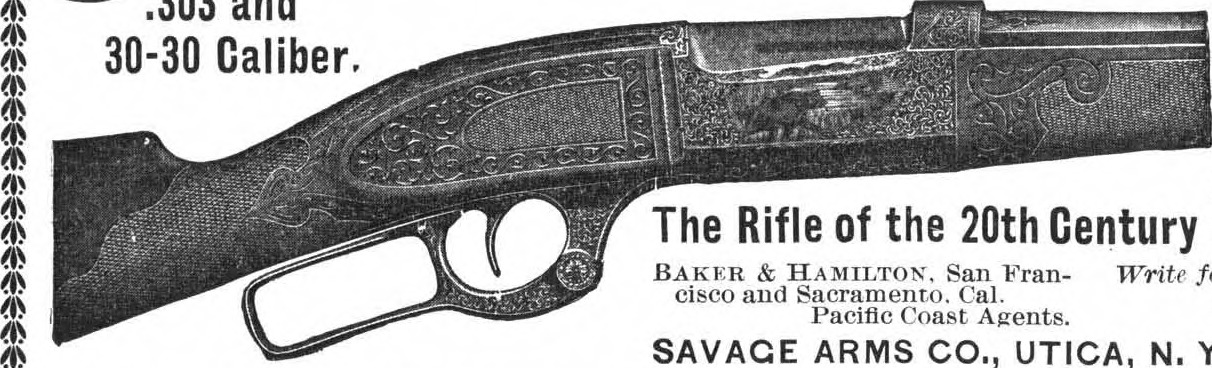
O Savage Model 99 foi um avanço técnico na sua época,
chegando a ser anunciado na "Scientific American" em 1901
como: "O rifle do século 20".

O design do carregador rotativo permitiu que o rifle fosse um dos primeiros rifles por ação de alavanca a usar balas spitzer. Os rifles por ação de alavanca anteriores usavam carregadores tubulares, que colocavam cartuchos alinhados com a ponta da bala de um tocando a espoleta do outro. As balas spitzer pontiagudas tocariam a espoleta do cartucho na frente dela, possivelmente causando uma descarga acidental. Outro novo recurso de segurança era que, ao engatilhar o rifle, um pequeno pino se projetava acima do receptor superior para indicar que o rifle estava armado e pronto para disparar.